# آدریان مارین
آدریان مارین (انگلیسی: Adrián Marín؛ زادهٔ ۹ ژانویهٔ ۱۹۹۷) بازیکن فوتبال اهل اسپانیا است که در پست مدافع چپ برای باشگاه پرتغالی براگا بازی می‌کند.
وی همچنین در تیم‌های ملی فوتبال زیر ۱۷ سال اسپانیا، زیر ۱۸ سال اسپانیا، زیر ۱۹ سال اسپانیا، و زیر ۲۱ سال اسپانیا بازی کرده‌است.